# Challenge Ciclista a Mallorca 2021
La 30.ª edición de la Challenge Ciclista a Mallorca fue una serie de carreras de ciclismo que se celebró en España entre el 13 y el 16 de mayo de 2021, sobre un recorrido total de 620 kilómetros en la isla balear de Mallorca.
Las cuatro carreras formaron parte del UCI Europe Tour 2021, calendario ciclístico de los Circuitos Continentales UCI dentro de la categoría 1.1.
Originalmente, se realizaría entre el 28 y 31 de enero, por la pandemia de COVID-19 la carrera tuvo que cambiar de fecha.

## Equipos participantes
Tomaron parte en la carrera 24 equipos: 6 de categoría UCI WorldTeam; 10 de categoría UCI ProTeam; 6 de categoría Continental; y la selección nacional de Suiza. Formando así un pelotón de 158 ciclistas de los que acabaron 74. Los equipos participantes fueron:
| WorldTeams (6)- Cofidis - Movistar Team - Intermarché-Wanty-Gobert Matériaux - Israel Start-Up Nation - Qhubeka Assos - UAE Team Emirates ProTeams (10)- B&B Hotels p/b KTM - Bardiani CSF Faizanè - Burgos-BH - Caja Rural-Seguros RGA - Equipo Kern Pharma - Euskaltel-Euskadi - Gazprom-RusVelo - Rally Cycling - Sport Vlaanderen-Baloise - Arkéa-Samsic Equipos continentales (6)- Electro Hiper Europa - Gios - Leopard - Maloja Pushbikers - Dauner-AKKON - Bike Aid Equipos nacionales (2)- Suiza - Gran Bretaña |
| |

## Clasificaciones finales
- Las clasificaciones finalizaron de la siguiente forma:[3][4][5][6]

### Trofeo Calviá Peguera-Palmanova
| \| Clasificación general \| Clasificación general \| Clasificación general \| Clasificación general \| Clasificación general \| \| Ciclista \| Ciclista \| Equipo \| Tiempo \| \| \| --------------------- \| --------------------- \| ---------------------------------- \| --------------------- \| --------------------- \| \| 1.º \| Ryan Gibbons \| UAE Team Emirates \| 4 h 21 min 04 s \| \| \| 2.º \| Anthony Delaplace \| Arkéa-Samsic \| + 0 s \| \| \| 3.º \| Rune Herregodts \| Sport Vlaanderen-Baloise \| + 41 s \| \| \| 4.º \| Eliot Lietaer \| B&B Hotels p/b KTM \| + 44 s \| \| \| 5.º \| Jordi López \| Equipo Kern Pharma \| + 44 s \| \| \| 6.º \| Sven Erik Bystrøm \| UAE Team Emirates \| + 44 s \| \| \| 7.º \| Juanjo Lobato \| Euskaltel-Euskadi \| + 44 s \| \| \| 8.º \| Kévin Ledanois \| Arkéa-Samsic \| + 44 s \| \| \| 9.º \| Maurits Lammertink \| Intermarché-Wanty-Gobert Matériaux \| + 44 s \| \| \| 10.º \| Willie Smit \| Burgos-BH \| + 44 s \| \| |                    |                                    |                 |
| |                    |                                    |                 |
| Fuente: ProCyclingStats |                    |                                    |                 |
| Clasificación general |                    |                                    |                 |
| Ciclista | Ciclista           | Equipo                             | Tiempo          |
| 1.º | Ryan Gibbons       | UAE Team Emirates                  | 4 h 21 min 04 s |
| 2.º | Anthony Delaplace  | Arkéa-Samsic                       | + 0 s           |
| 3.º | Rune Herregodts    | Sport Vlaanderen-Baloise           | + 41 s          |
| 4.º | Eliot Lietaer      | B&B Hotels p/b KTM                 | + 44 s          |
| 5.º | Jordi López        | Equipo Kern Pharma                 | + 44 s          |
| 6.º | Sven Erik Bystrøm  | UAE Team Emirates                  | + 44 s          |
| 7.º | Juanjo Lobato      | Euskaltel-Euskadi                  | + 44 s          |
| 8.º | Kévin Ledanois     | Arkéa-Samsic                       | + 44 s          |
| 9.º | Maurits Lammertink | Intermarché-Wanty-Gobert Matériaux | + 44 s          |
| 10.º | Willie Smit        | Burgos-BH                          | + 44 s          |

### Trofeo de Tramuntana Lloseta-Deia 2021
| \| Clasificación general \| Clasificación general \| Clasificación general \| Clasificación general \| Clasificación general \| \| Ciclista \| Ciclista \| Equipo \| Tiempo \| \| \| --------------------- \| ------------------------- \| ---------------------------------- \| --------------------- \| --------------------- \| \| 1.º \| Jesús Herrada \| Cofidis \| 3 h 52 min 21 s \| \| \| 2.º \| Jonathan Lastra \| Caja Rural-Seguros RGA \| + 0 s \| \| \| 3.º \| Héctor Carretero \| Movistar Team \| + 11 s \| \| \| 4.º \| Mads Würtz \| Israel Start-Up Nation \| + 20 s \| \| \| 5.º \| Alexander Kristoff \| UAE Team Emirates \| + 20 s \| \| \| 6.º \| Romain Hardy \| Arkéa-Samsic \| + 20 s \| \| \| 7.º \| Georg Zimmermann \| Intermarché-Wanty-Gobert Matériaux \| + 20 s \| \| \| 8.º \| Gonzalo Serrano Rodríguez \| Movistar Team \| + 20 s \| \| \| 9.º \| Christian Scaroni \| Gazprom-RusVelo \| + 20 s \| \| \| 10.º \| Franck Bonnamour \| B&B Hotels p/b KTM \| + 20 s \| \| |                           |                                    |                 |
| |                           |                                    |                 |
| Fuente: ProCyclingStats |                           |                                    |                 |
| Clasificación general |                           |                                    |                 |
| Ciclista | Ciclista                  | Equipo                             | Tiempo          |
| 1.º | Jesús Herrada             | Cofidis                            | 3 h 52 min 21 s |
| 2.º | Jonathan Lastra           | Caja Rural-Seguros RGA             | + 0 s           |
| 3.º | Héctor Carretero          | Movistar Team                      | + 11 s          |
| 4.º | Mads Würtz                | Israel Start-Up Nation             | + 20 s          |
| 5.º | Alexander Kristoff        | UAE Team Emirates                  | + 20 s          |
| 6.º | Romain Hardy              | Arkéa-Samsic                       | + 20 s          |
| 7.º | Georg Zimmermann          | Intermarché-Wanty-Gobert Matériaux | + 20 s          |
| 8.º | Gonzalo Serrano Rodríguez | Movistar Team                      | + 20 s          |
| 9.º | Christian Scaroni         | Gazprom-RusVelo                    | + 20 s          |
| 10.º | Franck Bonnamour          | B&B Hotels p/b KTM                 | + 20 s          |

### Trofeo Andrach-Pollensa
| \| Clasificación general \| Clasificación general \| Clasificación general \| Clasificación general \| Clasificación general \| \| Ciclista \| Ciclista \| Equipo \| Tiempo \| \| \| --------------------- \| --------------------- \| ---------------------------------- \| --------------------- \| --------------------- \| \| 1.º \| Winner Anacona \| Arkéa-Samsic \| 4 h 04 min 30 s \| \| \| 2.º \| Vegard Stake Laengen \| UAE Team Emirates \| + 10 s \| \| \| 3.º \| Mikel Iturria \| Euskaltel-Euskadi \| + 13 s \| \| \| 4.º \| Jesús Herrada \| Cofidis \| + 1 min 34 s \| \| \| 5.º \| Rune Herregodts \| Sport Vlaanderen-Baloise \| + 1 min 39 s \| \| \| 6.º \| Gavin Mannion \| Rally Cycling \| + 1 min 39 s \| \| \| 7.º \| Maxime Chevalier \| B&B Hotels p/b KTM \| + 1 min 39 s \| \| \| 8.º \| Georg Zimmermann \| Intermarché-Wanty-Gobert Matériaux \| + 1 min 39 s \| \| \| 9.º \| Jeremy Bellicaud \| Intermarché-Wanty-Gobert Matériaux \| + 1 min 39 s \| \| \| 10.º \| Sean Bennett \| Qhubeka Assos \| + 1 min 44 s \| \| |                      |                                    |                 |
| |                      |                                    |                 |
| Fuente: ProCyclingStats |                      |                                    |                 |
| Clasificación general |                      |                                    |                 |
| Ciclista | Ciclista             | Equipo                             | Tiempo          |
| 1.º | Winner Anacona       | Arkéa-Samsic                       | 4 h 04 min 30 s |
| 2.º | Vegard Stake Laengen | UAE Team Emirates                  | + 10 s          |
| 3.º | Mikel Iturria        | Euskaltel-Euskadi                  | + 13 s          |
| 4.º | Jesús Herrada        | Cofidis                            | + 1 min 34 s    |
| 5.º | Rune Herregodts      | Sport Vlaanderen-Baloise           | + 1 min 39 s    |
| 6.º | Gavin Mannion        | Rally Cycling                      | + 1 min 39 s    |
| 7.º | Maxime Chevalier     | B&B Hotels p/b KTM                 | + 1 min 39 s    |
| 8.º | Georg Zimmermann     | Intermarché-Wanty-Gobert Matériaux | + 1 min 39 s    |
| 9.º | Jeremy Bellicaud     | Intermarché-Wanty-Gobert Matériaux | + 1 min 39 s    |
| 10.º | Sean Bennett         | Qhubeka Assos                      | + 1 min 44 s    |

### Trofeo Alcudia-Puerto de Alcudia
| \| Clasificación general \| Clasificación general \| Clasificación general \| Clasificación general \| Clasificación general \| \| Ciclista \| Ciclista \| Equipo \| Tiempo \| \| \| --------------------- \| --------------------------- \| ---------------------------------- \| --------------------- \| --------------------- \| \| 1.º \| André Greipel \| Israel Start-Up Nation \| 3 h 50 min 24 s \| \| \| 2.º \| Alexander Kristoff \| UAE Team Emirates \| + 0 s \| \| \| 3.º \| Christophe Noppe \| Arkéa-Samsic \| + 0 s \| \| \| 4.º \| Reinardt Janse van Rensburg \| Qhubeka Assos \| + 0 s \| \| \| 5.º \| Gabriel Cullaigh \| Movistar Team \| + 0 s \| \| \| 6.º \| Hugo Hofstetter \| Israel Start-Up Nation \| + 0 s \| \| \| 7.º \| Giovanni Lonardi \| Bardiani CSF Faizanè \| + 0 s \| \| \| 8.º \| Tom Devriendt \| Intermarché-Wanty-Gobert Matériaux \| + 0 s \| \| \| 9.º \| Xavier Cañellas \| Gios \| + 0 s \| \| \| 10.º \| Ethan Vernon \| Gran Bretaña \| + 0 s \| \| |                             |                                    |                 |
| |                             |                                    |                 |
| Fuente: ProCyclingStats |                             |                                    |                 |
| Clasificación general |                             |                                    |                 |
| Ciclista | Ciclista                    | Equipo                             | Tiempo          |
| 1.º | André Greipel               | Israel Start-Up Nation             | 3 h 50 min 24 s |
| 2.º | Alexander Kristoff          | UAE Team Emirates                  | + 0 s           |
| 3.º | Christophe Noppe            | Arkéa-Samsic                       | + 0 s           |
| 4.º | Reinardt Janse van Rensburg | Qhubeka Assos                      | + 0 s           |
| 5.º | Gabriel Cullaigh            | Movistar Team                      | + 0 s           |
| 6.º | Hugo Hofstetter             | Israel Start-Up Nation             | + 0 s           |
| 7.º | Giovanni Lonardi            | Bardiani CSF Faizanè               | + 0 s           |
| 8.º | Tom Devriendt               | Intermarché-Wanty-Gobert Matériaux | + 0 s           |
| 9.º | Xavier Cañellas             | Gios                               | + 0 s           |
| 10.º | Ethan Vernon                | Gran Bretaña                       | + 0 s           |